# Firmin Mignot
Firmin Jean Mignot (Sint-Jans-Molenbeek, 25 augustus 1839 - Brussel, 7 augustus 1915) was een Belgisch senator.

## Biografie
Firmin Mignot was een zoon van handelsreiziger Pierre Mignot en Jacqueline Orts. Hij trouwde in 1864 in Brussel met Célestine Dejaifve (°1843) en vervolgens met Julie Renson. Zijn kleindochter Marguerite Mignot trouwde met politicus en ambassadeur Marcel-Henri Jaspar.
Hij werd fabrikant van naaimachines en mede-eigenaar van The Howe Machine Company (1888). In september 1887 was die succursale van de Amerikaanse moedervennootschap van de uitvinder Elias Howe in liquidatie gegaan en werd in maart 1889 overgenomen door Mignot en zijn vennoot François Fontaine. De vennootschap ging echter al in april 1890 opnieuw in liquidatie. 
In 1884 werd hij liberaal senator voor het arrondissement Brussel en vervulde dit mandaat tot in 1888.
Hij was lid van het Comité de la Ligue de l'Enseignement en, zoals zijn vader, lid van een vrijmetselaarsloge.